# Merle à plastron
Turdus torquatus
Espèce
Statut de conservation UICN

 LC  : Préoccupation mineure
Le Merle à plastron (Turdus torquatus) est une espèce de passereaux appartenant à la famille des Turdidae. C'est l'équivalent montagnard du merle noir — qui lui est étroitement apparenté — et il se reproduit dans les éboulis, les zones rocheuses ou les forêts subalpines.

## Description
La taille et la silhouette du Merle à plastron sont semblables au Merle noir, mais il est légèrement plus élancé, possède un cou plus long et des ailes plus étroites. Le mâle est également noir, mais avec un croissant blanc sur la poitrine et des reflets argentés sur les ailes très visibles en vol. La femelle est brune et porte un croissant moins voyant, son dessous est légèrement écaillé et ses ailes sont argentées. Les juvéniles, souvent dépourvus du croissant sur la poitrine, sont de couleur brune et un peu plus semblables aux femelles.
- Taille : 23 à 25 cm
- Aile : 13,4 à 14,5 cm
- Bec : 1,6 à 1,8 cm ; son bec est jaune avec une extrémité noire
- Masse : 90 à 138 g
- Voix : gazouillis répétitif de notes plaintives, cri grinçant rappelant la grive litorne, chak-chak explosif. Son chant ressemble aussi à celui du merle noir.
- Longévité : jusqu'à 8 ans

## Comportement
Le merle à plastron est un oiseau discret, farouche et méfiant.

### Alimentation
L'alimentation est composée d'invertébrés comme les lombrics et les petits escargots, de lézards, d'insectes et de larves en été. En automne, le Merle à plastron se nourrit de graines, fruits et baies (prunelles, sorbes, myrtilles).

### Reproduction
Le Merle à plastron construit son nid en lisière de forêt ou dans un conifère de l'alpage, dans des crevasses ou entre des rochers. L'assise est un amalgame de mousse et de terre ; la cuvette interne est tapissée d'herbes et de feuilles. L'espèce niche jusqu'à 2 600 mètres d'altitude.
Le couple réalise 1 ou 2 pontes annuelles. La ponte a lieu entre avril et juin et comprend 4-5 œufs, vert bleu moucheté de brun. La couvaison est réalisée à tour de rôle entre le mâle et la femelle, elle dure entre 12 à 14 jours. Les jeunes sont nidicoles et quittent le nid entre le 14e et le 16e jour.

## Répartition et habitat
Le Merle à plastron aime les landes et les montagnes.
C'est une espèce migratrice qui vit dans les zones d'altitude, notamment celles des Îles Britanniques, de Scandinavie et des Alpes, pendant l'été et hiverne en Afrique du Nord.
En migration (au printemps et à l'automne), il traverse l'Europe en faisant des haltes parfois en groupe sur les pelouses rases des collines et parfois aussi sur les terrils. Il peut souvent être observé sur des rochers escarpés.

## Sous-espèces
Sa population est constituée de trois sous-espèces :
- Turdus torquatus torquatus qui se reproduit dans Nord et l'Ouest de l'Europe.
- Turdus torquatus alpestris qui se reproduit dans le Sud et le centre de l'Europe et qui se différencie par un dessous écailleux pâle et des ailes plus pâles.
- Turdus torquatus amicorum qui se reproduit dans le Caucase et environs.

## Menace
L'Union internationale pour la conservation de la nature classe le merle à plastron comme préoccupation mineure. En Wallonie, l’espèce est classée en catégorie CR (en danger critique) dans la liste rouge des espèces menacées.

## Galerie d'images

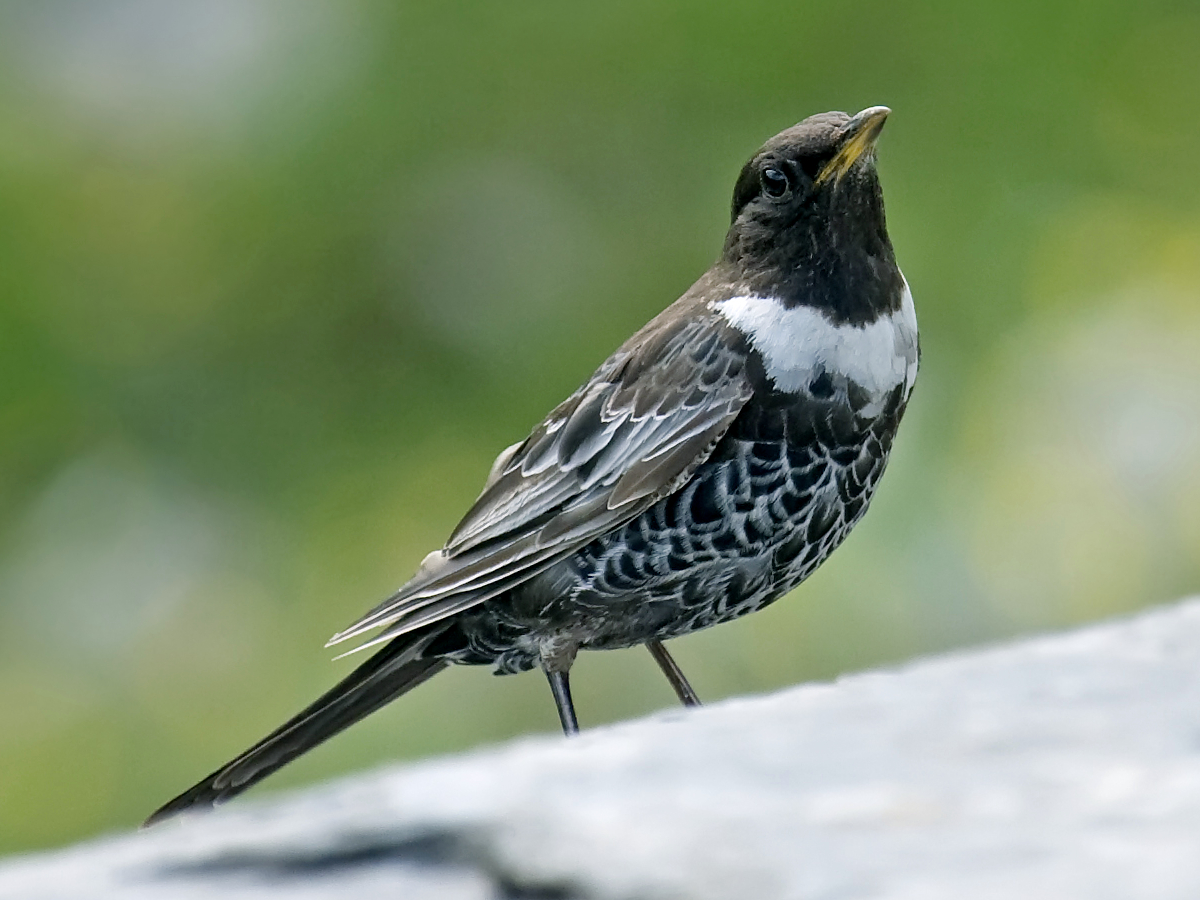
Sous-espèce T. t. alpestris, mâle
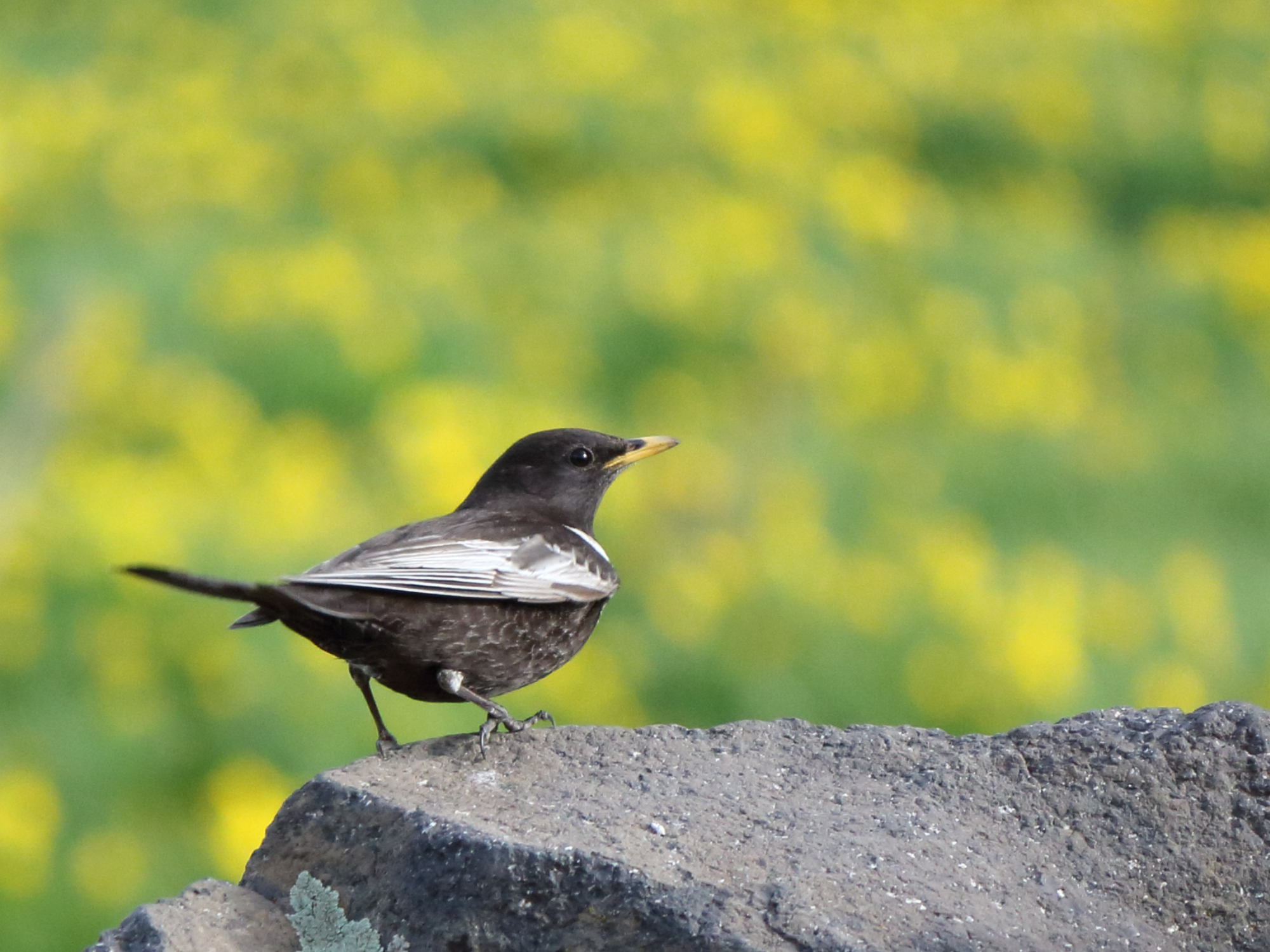
Sous-espèce T. t. amicorum, mâle
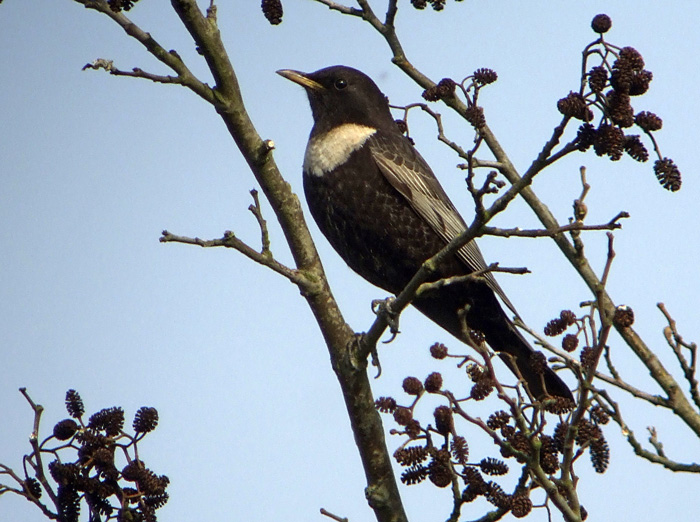
Merle à plastron mâle en halte migratoire
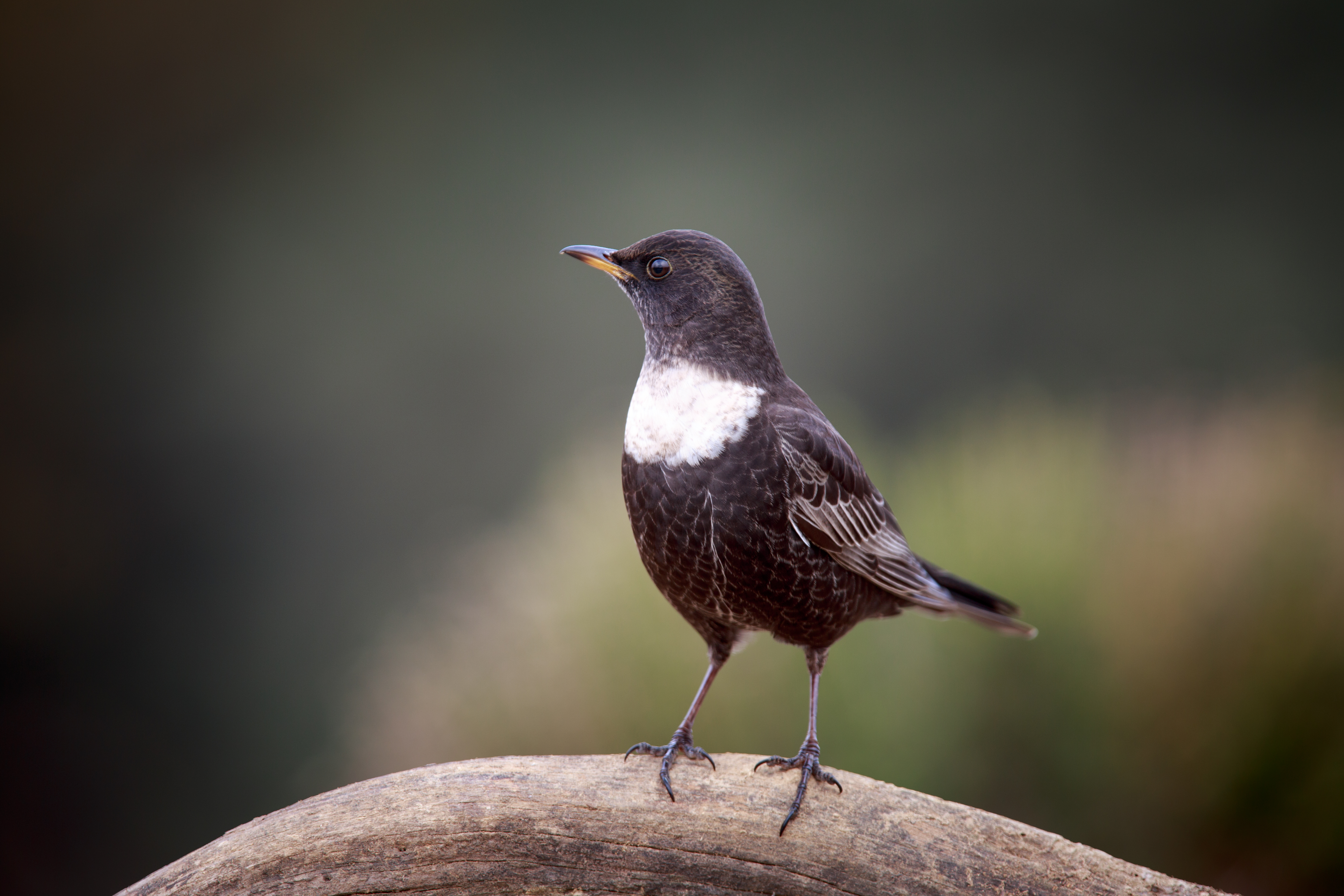
Merle à plastron mâle dans les Pyrénées
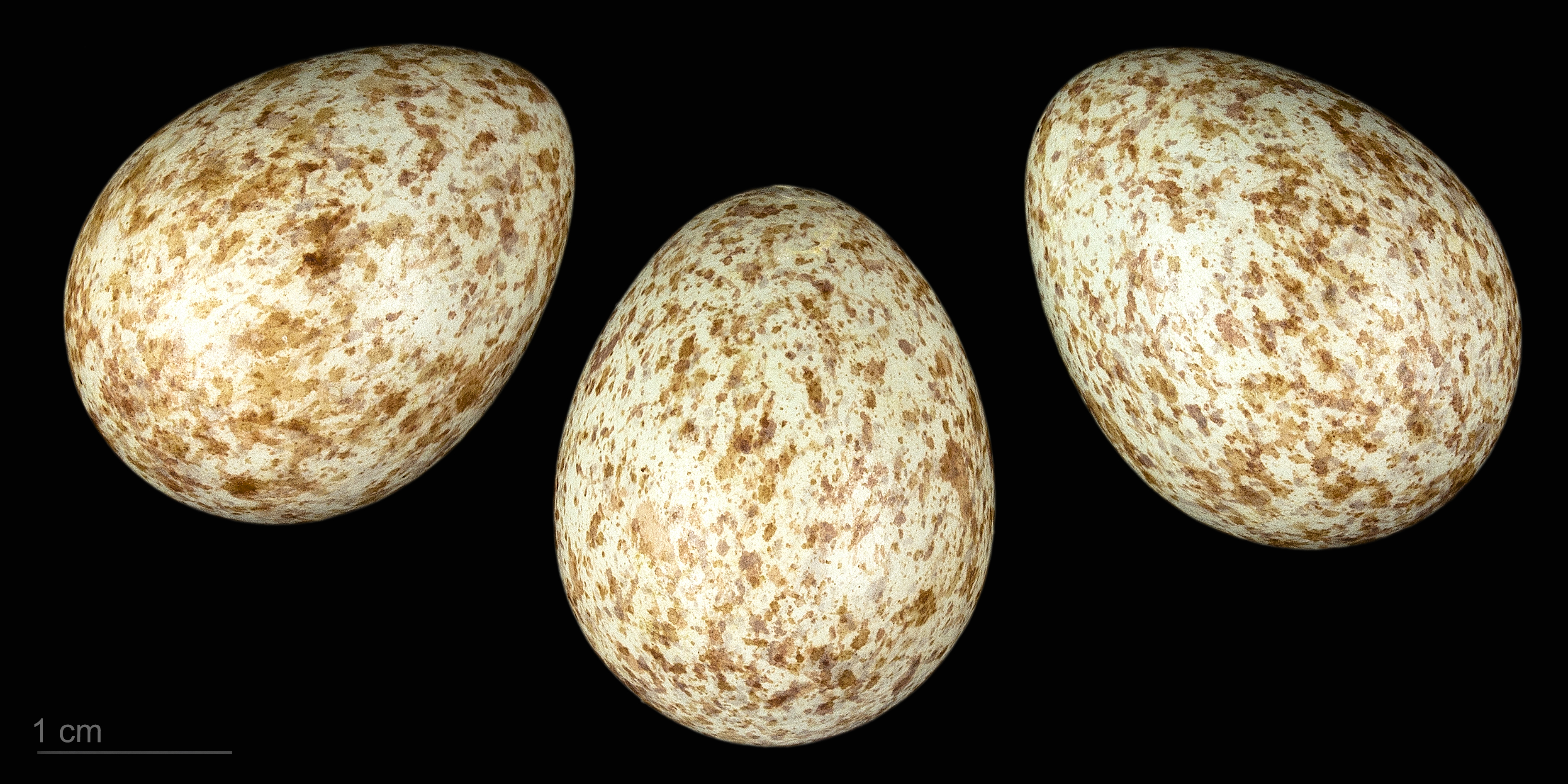
Œuf de Turdus torquatus torquatus - Muséum de Toulouse